# جورجو آلبانی
جورجو آلبانی (ایتالیایی: Giorgio Albani; ۱۵ ژوئن ۱۹۲۹ – ۲۹ ژوئیهٔ ۲۰۱۵) دوچرخه‌سوار اهل ایتالیا بود.